# 서탄초등학교 금각분교
서탄초등학교 금각분교는 대한민국 경기도 평택시 서탄면 금각리 286-4에 있었던 공립 초등학교이다.

## 학교 연혁
- 1945.10.01 서탄초등학교 금각분교 개교(서탄면 적봉리)
- 1953.03.15 K55비행장 설치로 금각리로 이전(서탄면 금각리 341번지)
- 1954.04.01 금각초등학교 개교(6학급)
- 1976.03.01 이명복 6대 교장 부임
- 1992.02.14 제38회 졸업식(남 8, 여 7)
- 1992.03.01 박복순 11대 교장 부임
- 1993.02.15 제39회 졸업식 (총 1792명 졸업생 육성)
- 1993.02.28 서탄초등학교 금각분교장으로 격하
- 2000.08.31 복창초등학교로 통폐합(폐교 당시 학급수는 3학급, 학생수는 17명, 교직원수는 4명)